# 招安
招安，又稱招撫。是指一個國家的合法政權對不合法的地方或地下民間組織的一種安置行為。通常不外乎給予聽任政府的條件，讓組織有機會重新成為合法組織。如水滸傳中宋朝廷對梁山好漢的招安。被招安有時也只是緩兵之計，如唐朝末年的黃巢、明朝末年的李自成和張獻忠多次請求招安。

## 中國歷代招安事件
明朝末年幾乎所有的流寇皆接受過招安，崇禎十一年（1638年），張獻忠曾經在谷城（今屬湖北省谷城縣）接受熊文燦的招安，授予副將頭銜，並向巡按御史林銘球行跪拜禮(張獻忠在稱王後也多次派人到地方上招安,頒發印信「西國順民」作記認)。
明朝大將鄭成功的父親鄭芝龍，年輕時是福建海上海盜，人稱「海上閻羅王」，後來他被明朝招安，任命為福建參將。
1810年2月，香港為人所熟悉的海盜張保仔接受清朝政府招安。根據招安條件，清政府授命張保仔為封三品武官，派駐澎湖剿海盜。1845年至1859年香港海盜十五仔與徐亞保兩人是繼張保仔之後香港勢力最大的海盜。十五仔擁有70艘船，大本營位於電白縣，在英軍和清政府的打擊下，最終獲清政府招降為軍官。
清朝時毓賢對義和團的招安，唆使教導其攻打駐京師大使館，最後引發八國聯軍入京；1902年11月9日張作霖率200餘人被新置新民府知府曾韞招安收編，編為新民府巡警營馬隊幫帶（副營職）。

## 中國文学著作
《西游记》中玉皇大帝曾派遣太白金星下凡招安孙悟空
《水滸傳》中宋朝廷招安宋江